# Catupecu Machu

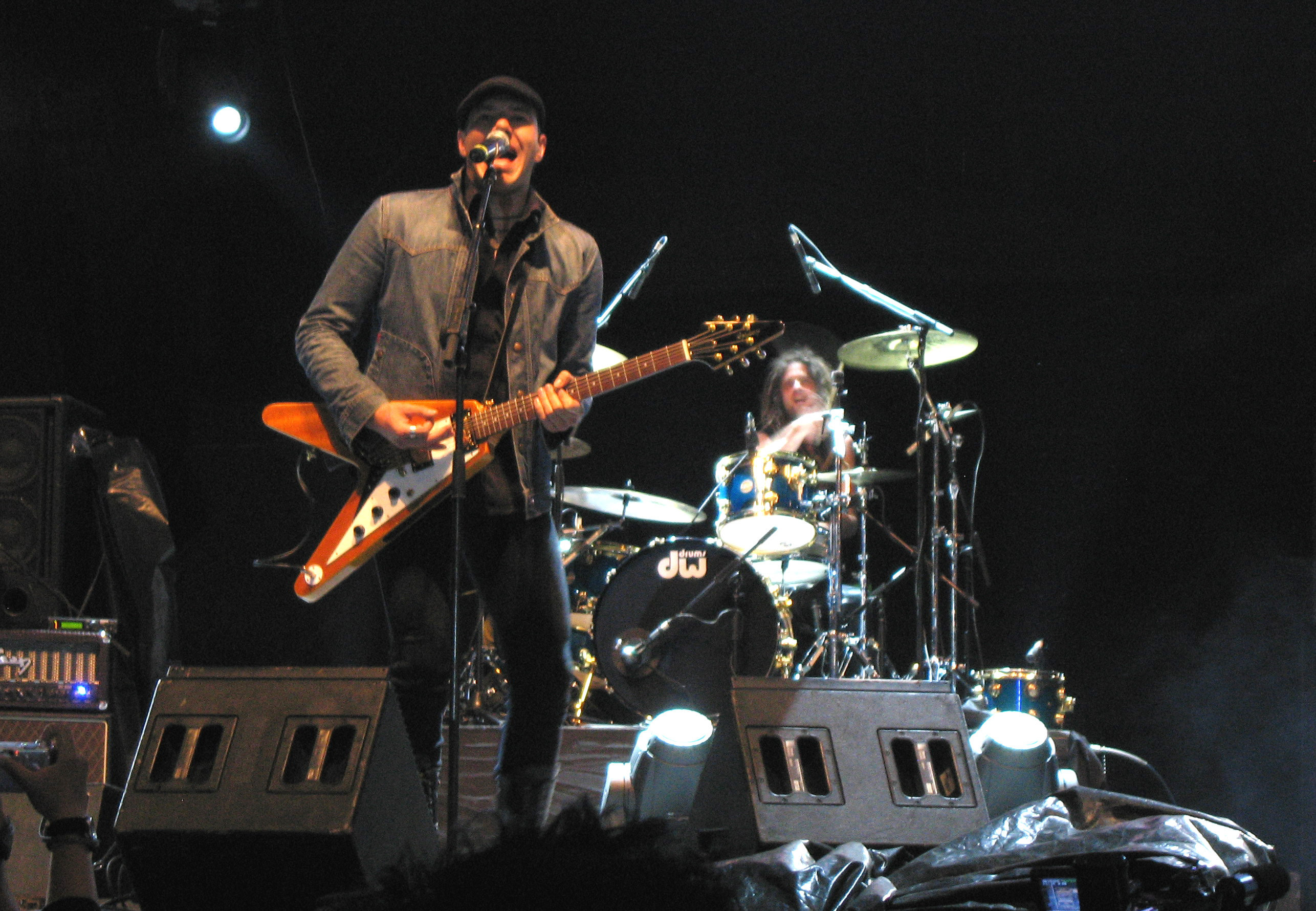
Catupecu Machu în Rock al parque (2007), în orașul Bogotá, Columbia.

Catupecu Machu este o formație argentiniană de rock alternativ și a fost fondată la 1994 în orașul Villa Luro, Buenos Aires.

## Membrii formației
- Fernando Ruiz Díaz
- Agustín Rocino.
- Martin "Macabre" González.
- Sebastián Cáceres.

### Foști membri
- Gabriel Ruiz Díaz (decedat în 2021)

## Discografie

### Albums
- 1997 - Dale!
- 1998 - A Morir!!!
- 2000 - Cuentos Decapitados
- 2002 - Eso Vive (DVD)
- 2002 - Cuadros Dentro De Cuadros
- 2004 - El Número Imperfecto
- 2007 - Laberintos Entre Aristas Y Dialectos
- 2010 - Simetría de Moebius

## Legaturi externe
- Situl oficial Catupecu Machu (spaniolă)